# Reki Kawahara
川原 礫
Œuvres principales
- Sword Art Online
  - Sword Art Online: Progressive
  - Sword Art Online: Ordinal Scale
- Accel World
- Absolute Solitude

- Demon's Crest

Reki Kawahara (川原 礫, Kawahara Reki) est un auteur japonais de light novels. Il est principalement connu pour ses œuvres Accel World et Sword Art Online, le premier illustré par HiMA et le second par Abec.

## Biographie
Reki Kawahara a écrit le premier volume de Sword Art Online en 2002 et l'a présenté au Prix du roman de jeu Dengeki (電撃ゲーム小説大賞, Dengeki Game Shōsetsu Taishō, désormais appelé Grand prix du roman Dengeki) mais le projet a été refusé car il dépassait le nombre de pages limite. Il l'a alors publié sur Internet sous le pseudonyme Fumio Kunori. En 2008, il participe de nouveau à la compétition avec son roman Accel World et a gagné le Grand prix. En plus de ce roman, l'éditeur ASCII Media Works a demandé à Reki Kawahara de reprendre son ancien projet, Sword Art Online, ce qu'il a accepté. La publication a alors commencé en avril 2009. L'auteur a également publié une série dérivée nommée Sword Art Online: Progressive.
En 2012, ses deux séries ont été adaptées en anime, Accel World à partir du 6 avril 2012 et Sword Art Online à partir du 7 juillet 2012. Reki double le personnage Tin Writer dans l’anime Accel World.
En 2014 est publié Zettai Naru Kodoku (Absolute Solitude), un light novel que l'auteur publiait sur son site personnel tout comme Sword Art Online.

## Œuvres

### Sword Art Online
Créé en 2002 dans le projet de le présenter au Prix du roman de jeu Dengeki (電撃ゲーム小説大賞, Dengeki Game Shōsetsu Taishō) de ASCII Media Works, l’histoire dépassait toutefois la limite de 120 pages imposée par le règlement. L’auteur décide dès l’automne de la même année de publier son récit sur Internet et poursuit le récit après un retour positif des lecteurs.
Après avoir remporté le Grand prix du roman Dengeki en 2008 avec son œuvre suivante, l’éditeur à l’origine du concours lui propose d’éditer également cette œuvre. Après quelques changements (par exemple le premier récit fait état de 50 000 joueurs), le premier volume sort le 10 avril 2009 au Japon. La série est toujours en cours et est toujours prépubliée sur le site de l'auteur, chaque volume étant corrigé entre sa version dématérialisée et sa version imprimée.
Sword Art Online
Série principale commencée en 2002 pour la version dématérialisée et en 2009 pour la version imprimée, elle est illustrée par Abec et est publiée en France depuis le 12 mars 2015.
À la fin de 2024, la série est composée de vingt-huit tomes, le premier (roman) et le second (recueil de nouvelles) étant les seuls réellement consacrés au jeu éponyme, le huitième et vingt-deuxième tome (recueil de nouvelles) ayant toutefois plusieurs récits se passant dans ce jeu. Le récit se découpe en arcs : Aincrad (tome 1, Sword Art Online), Fairy Dance (tomes 3 et 4, ALfheim Online), Phantom Bullet (tomes 5 et 6, Gun Gale Online), Alicization (tomes 9 à 18, Project Alicization), Moon Cradle (tomes 19 et 20) et Unital Ring (tomes 21 et 23 à 28); à cela s'ajoutent trois recueils de nouvelles (tomes 2, 8 et 22), essentiellement consacrés à des aventures de Kirito au sein des différents jeux.
Sword Art Online: Progressive
Série dérivée commencée en 2012 et troisième série de l'auteur. Elle est à nouveau illustrée par Abec et est publiée en France depuis le 21 novembre 2019. Il s'agit d'un récit détaillé des évènements s'étant déroulés dans Sword Art Online, servant de préquelle à la série principale, qui change quelques détails par rapport au premier tome.
Fin 2022, la série est composée de huit tomes.
Sword Art Online - Alternative: Gun Gale Online
Série dérivée commencée en 2014 écrite par Sigsawa Keiichi, illustrée Kuroboshi Kouhaku et supervisée par Reki Kawahara. La série est un développement de l'univers de Sword Art Online se déroulant dans le jeu Gun Gale Online et se consacre entièrement à d'autres personnages.
En Octobre 2024, la série compte quatorze tomes.
Sword Art Online - Alternative: Clover's Regret
Série dérivée commencée en 2016 écrite par Watase Soichiro, illustrée par Ginta et supervisée par Reki Kawahara. La série est un développement de l'univers de Sword Art Online se déroulant dans le jeu Asuka Empire et se consacre entièrement à d'autres personnages.
En Août 2018, la série s'est achevée avec son troisième tome.
Sword Art Online - Alternative: Gourmet Seekers
Série dérivée commencée en 2023 écrite par Y.A., illustrée par Nagahama Megum et supervisée par Reki Kawahara. La série est un développement de l'univers de Sword Art Online se déroulant dans le jeu éponyme et est consacrée à la cuisine avec de nouveaux personnages.
En Octobre 2024, la série compte deux tomes.
Sword Art Online - Alternative: Mystery Labyrinth
Un récit dérivée sorti en 2023 écrit par Konno Tenryu, illustré par Enta Shiho et supervisé par Reki Kawahara. Le récit est un développement de l'univers de Sword Art Online se déroulant dans le jeu Alfheim Online et se consacre à de nouveaux personnages.
Sword Art Online: Side Stories
Des récits courts s’attardant sur des aventures vécus par les personnages parallèlement à l'histoire principale, certains sont des versions alternatives des récits officiels basés sur un hypothétique « et si… ». Pour l'essentiel, ils ne sont publiés que sur le site Internet de l'auteur et la canonicité de ces récits n'est pas toujours avérée, certains sont toutefois fournis avec les DVD de l’anime (au Japon) et sont considérés comme canoniques pour l'univers de l’anime. En Octobre 2019, quatre d'entre eux ont été publiés dans le tome 22 de la série principale.
Sword Art Online: Material Edition
Une série de quatorze dōjinshi (début 2015) publiée par l'auteur sous le nom de plume Fumio Kunori. Dans l'ensemble, ils font partie de Sword Art Online: Side Stories mais sont imprimés et publiés à compte d'auteur.
Sword Art Online IF Official Novel Anthology
Un volume spécial sorti en 2023 composé de neuf "Et si" se déroulant autours de divers personnages et évènements de la série. Chaque histoire est écrite par un auteur différent et illustrée par un illustrateur différent, notamment Reki Kawahara et Abec de la série principal, Sigsawa Keiichi et Kuroboshi Kouhaku de la série Alternative: Gun Gale Online, ou encore Watase Soichiro et Ginta de la série Alternative: Clover's Regret.

### Autres œuvres
Accel World
Seconde œuvre de l'auteur mais première à avoir été publiée professionnellement. Elle a permis à l'auteur de remporter le Grand prix du roman Dengeki en 2008. La série est illustrée par HiMA.
À la fin de 2024, la série est composée de vingt-sept tomes. Le récit se découpe en arcs : Return of the Black Snow Princess (tome 1), Crimson Storm Princess (tome 2), Dusk Robber (tome 3), Flight Towards the Blue Sky (tome 4), Hermes Cord (tome 5), Sixth Chrome Disaster (tomes 6 à 9), ISS Kit (tomes 11 à 16) et White Legion (tomes 17 à 27); à cela s'ajoute un recueil de nouvelles (tome 10), consacré à des histoires secondaires se déroulant au sein du récit, ainsi que d'un récit crossover entre Accel World et Sword Art Online
Absolute Solitude
Quatrième série de l'auteur débutée en 2014 et illustrée par Shimeji. À la fin de 2019, la série est composée de cinq tomes.
Demons' Crest
Cinquième série de l'auteur débutée en 2022 et illustrée par Shimori Sakana. À la fin de 2024, la série est composée de trois tomes.